# Amata antitecta
Amata antitecta là một loài bướm đêm thuộc phân họ Arctiinae, họ Erebidae.